# Newton (metrostation)
Newton is een metrostation van de metro van Singapore aan de North South Line en de Downtown Line. Het station ligt in de wijk Newton in het Centraal Gebied van Singapore. Vlak bij het metrostation is het Newton Food Centre een hawker centre of voedselmarkt met kraampjes met gekookt voedsel. De stations op de twee metrolijnen zijn, hoewel aangrenzend, toch volledig van elkaar gescheiden. Reizigers die wensen over te stappen dienen het ene station uit te gaan en het andere terug in te gaan, en als ze dit binnen de 15 minuten doen wordt het als een transfer gerekend.